# Nam tinh hoa chuông
Arisaema franchetianum, tên gọi phổ thông nam tinh hoa chuông, là một loài thực vật có hoa trong họ Ráy (Araceae). Loài này được Engl. mô tả khoa học đầu tiên năm 1881.